# Права ЛГБТ в Об'єднаних Арабських Еміратах
Лесбійки, геї, бісексуальні, трансгендерні та квір-люди (ЛГБТК+) в Об'єднаних Арабських Еміратах стикаються з дискримінацією та правовими труднощами. Гомосексуальність в ОАЕ є незаконною і, відповідно до федерального кримінального законодавства, добровільна сексуальна активність між особами однієї статі карається позбавленням волі; позашлюбні сексуальні стосунки між особами різної статі також є протизаконними. Мінімальне покарання становить 6 місяців ув'язнення; максимальна межа покарання не встановлена, і суд має повну дискрецію у призначенні вироку згідно з конституцією країни. Кримінальне провадження може бути відкрите лише за умови подання скарги чоловіком або чоловіком-опікуном однієї зі сторін.
Станом на 2022 рік, не зафіксовано жодних відомих арештів або судових переслідувань за одностатеву сексуальну активність щонайменше з 2015 року. Водночас, у теорії, за такі дії між особами, які перебувають у шлюбі, може бути призначена смертна кара, оскільки верхня межа санкції законодавчо не визначена. Проте будь-яке накладене покарання може бути призупинено, якщо позивач відкликає свою скаргу або «вибачить» порушника. Деякі джерела також вказують на неоднозначність формулювань щодо гомосексуальності в законодавстві ОАЕ.
В ОАЕ притягують до відповідальності і за порушення, пов'язані із сексуальною чи гендерною ідентичністю, на підставі законів про суспільну моральність — зокрема за публічні поцілунки або кросдресинг.

## Правова база і практика застосування
Федеральний кримінальний кодекс Об'єднаних Арабських Еміратів не замінює системи права окремих еміратів, якщо його положення не суперечать федеральному законодавству. Особи можуть бути притягнуті до відповідальності як за нормами Федерального кримінального кодексу, так і за кримінальним законодавством конкретного емірату.
За даними британської неурядової організації Human Dignity Trust, станом на 2020 рік усі щорічні звіти про дотримання прав людини в ОАЕ, підготовлені Державним департаментом США після 2015 року, вказували на відсутність випадків арештів або судового переслідування за одностатеві сексуальні контакти. Однак у країні зафіксовані випадки примусового медичного або психологічного «лікування», включно з призначенням гормональної терапії й утриманням для проходження примусової психологічної «корекції». Існують також повідомлення про жорстоке поводження в місцях тримання під вартою — зокрема побиття та примусові ректальні обстеження, які в низці випадків класифікуються як катування.

## Гендерні ідентичність та вираження
Хірургічна корекція статі суворо обмежена й дозволена лише в окремих випадках, які чітко регламентуються державою. Законодавство Об'єднаних Арабських Еміратів не забороняє та не стримує практику конверсійної терапії.
Також історично незаконним вважався кросдресинг, а саме для чоловіків, які вдягалися як жінки в будь-якому контексті; однак із листопада 2020 року кримінальна відповідальність передбачена лише для осіб, які входять до приміщень, призначених для жінок, «маскуючись під жінку». За такі дії передбачене покарання у вигляді позбавлення волі на строк до одного року або штраф у розмірі до 100 000 дирхамів. До змін у законодавстві кримінальним правопорушенням вважалося носіння одягу, що «не відповідає статі особи», за будь-яких обставин.